# Rombicosidodecaedru girat
În geometrie un rombicosidodecaedru girat este un poliedru convex, poliedrul Johnson J72.
Este un poliedru canonic. Având 62 de fețe, este un hexacontadiedru.

## Construcție
Poate fi construit prin rotirea cu 36° a unei cupole pentagonale (J5) a unui rombicosidodecaedru (un poliedru arhimedic). Rombicosidodecaedrul girat are aceleași fețe în jurul unui vârf, ca și rombicosidodecaedrul, dar are la unele vârfuri configurația vârfului diferită: 3.4.4.5, față de cea a rombicosidodecaedrului, 3.4.5.4.
| Rombicosidodecaedru | Rombicosidodecaedru girat |

## Mărimi asociate
Următoarele formule pentru arie, A, volum, V, rază mediană, rm și rază circumscrisă, R, sunt stabilite pentru lungimea laturilor tuturor poligoanelor (care sunt regulate) a:
{\displaystyle A=\left(30+5{\sqrt {3}}+3{\sqrt {25+10{\sqrt {5}}}}\right)a^{2}\approx 59,305983~a^{2},}
{\displaystyle V=\left(20+{\frac {29{\sqrt {5}}}{3}}\right)a^{3}\approx 41,615324~a^{3},}
{\displaystyle r_{m}={\sqrt {{\frac {5}{2}}+{\sqrt {5}}}}\,a\approx 2,176251~a,}
{\displaystyle R={\frac {1}{2}}{\sqrt {11+4{\sqrt {5}}}}\,a\approx 2,232952~a.}

## Poliedre înrudite
Alte poliedre Johnson construite prin rotirea diferitelor cupole ale unui rombicosidodecaedru, sunt:
- rombicosidodecaedrul parabigirat (J73) la care sunt rotite două cupole opuse;
- rombicosidodecaedrul metabigirat (J74) la care sunt rotite două cupole care nu sunt opuse;
- rombicosidodecaedrul trigirat (J75) la care sunt rotite trei cupole.